# Leiopus kharazii
Leiopus kharazii là một loài bọ cánh cứng trong họ Cerambycidae.